# Trichosiphonaphis polygoniformosana
Trichosiphonaphis polygoniformosana är en insektsart som först beskrevs av Takahashi, R. 1921.  Trichosiphonaphis polygoniformosana ingår i släktet Trichosiphonaphis och familjen långrörsbladlöss. Inga underarter finns listade i Catalogue of Life.